# سقوط حر

عرض الصورة بك

السقوط الحر (بالإنجليزية: Free fall)‏ هو سقوط الجسم باتجاه مركز الأرض من دون التأثير عليه بقوة أخرى غير قوة المكتسبة من الجاذبية الأرضية بتسارع يساوي تقريباً 9.81 م/ث^2 أو 980 سم/ث^2 ثابت لكل الأجسام قرب سطح الأرض الأجسام الخفيفة و الثقيلة تسقط في نفس الزمن بنفس العجلة المنتظمة مع إهمال تأثير مقاومة الهواء أثناء القذف ، وسميت هذه العجلة المنتظمة: عجلة التثاقل أو عجلة الجاذبية الارضية و عجلة السقوط الحر و تعمل دائماً نحو مركز الأرض و يرمز لها بالرمز ء متجه، عجلة الاجسام ثابتة عند نفس المكان، و يختلف معيارها قليلاً باختلاف خط العرض فيقل عند خط الاستواء ويزيد قليلا كلما اتجاهنا نحو القطبين، وكذلك بنقص معيارها كلما ارتفعنا عن سطح الأرض.
يستخدم مصطلح السقوط الحر أيضاً للتعبير عن القفز من طائرة من دون استخدام مظلة.

## السقوط الحر بحسب قوانين نيوتن

### مجال جاذبية متماثل بدون مقاومة الهواء
{\displaystyle v(t)=-gt+v_{0}\,}
{\displaystyle y(t)=-{\frac {1}{2}}gt^{2}+v_{0}t+y_{0}}
حيث
{\displaystyle v_{0}\,} السرعة الابتدائية (متر\ثانية).
{\displaystyle v(t)\,}السرعة اللحظية (م\ثا).
{\displaystyle y_{0}\,} الارتفاع الابتدائي (م).
{\displaystyle y(t)\,} الارتفاع اللحظي (م).
{\displaystyle t\,} الزمن أو الوقت (s).
{\displaystyle g\,} التسارع الناتج عن جاذبية الأرض (9.81 م\ثا2).
{\displaystyle y=y_{0}-{\frac {m}{k}}\left\{\left(v_{0}+{\frac {mg}{k}}\right)\left(e^{{\frac {-k}{m}}t}-1\right)+gt\right\}.}

### مجال جاذبية متماثل مع تأثير السحب المضطرب
{\displaystyle m{\frac {dv}{dt}}={\frac {1}{2}}\rho C_{D}Av^{2}-mg,}
حيث
{\displaystyle m\,} كتلة الجسم,
{\displaystyle g\,} عجلة الجاذبية,
{\displaystyle C_{D}\,} معامل السحب,
{\displaystyle A\,} مساحة مقطع الجسم العمودية على تدفق الهواء,
{\displaystyle v\,} سرعة السقوط العمودي,
{\displaystyle \rho \,} كثافة الهواء
وحل هذه المعادلة (بفرض السقوط من الصفر):
{\displaystyle v(t)=-v_{\infty }\tanh \left({\frac {gt}{v_{\infty }}}\right),}
حيث تعطى السرعة الختامية بالعلاقة:
{\displaystyle v_{\infty }={\sqrt {\frac {2mg}{\rho C_{D}A}}}.}
وبمكاملة السرعة بالنسبة للزمن:
{\displaystyle y=y_{0}-{\frac {v_{\infty }^{2}}{g}}\ln \cosh \left({\frac {gt}{v_{\infty }}}\right).}
وهذا يفسر سبب ثبات سرعة الاجسام بعد مسافة معينة من سقوطها مهما زاد الارتفاع. مثلا تصبح سرعة سقوط الإنسان النهائية من 50 إلى 250 متر في الثانية اعتمادا على وضعية السقوط وربما كان هذا السبب عاملا ساعد في نجاة فيسنا فولوفيك صاحبة الرقم القياسي العالمي في السقوط من طائرة بدون مظلة.

## غاليلي وسقوط الأجسام
ولد غاليلي سنة 1564. عطفا على الرياضيات (فهو كان يهتم بالفيزياء وعلم الفلك)، هذا العالم المعترف به أضاء عصره باكتشافاته العديدة.
حيث اكتشف أن القمر لديه جبال مثل الأرض، وأن كوكب المشتري لديه أقمار تدور تماما مثل كواكب النظام الشمسي التي تدور حول الشمس، أو بالأحرى اكتشافه الأكبر هو نظرية سقوط الأجسام، ووفقا لغاليلي فإن سرعة الجسم مستقلة عن كتلته في الفراغ.
ومن أجل تأسيس نظريته، يتساءل غاليلي عن المدارس القديمة مثل أفكار أرسطو، الذي يعتبره الكثيرون أكبر عالم وفيلسوف من اليونان القديمة. حيث يرى أرسطو أنه في الطبيعة الأجسام الثقيلة تسقط أسرع من الأجسام الخفيفة.
غاليلي يدعو إلى التشكيك في مثل هذه الأفكار التي تتلقاها الطبيعة (في ناتورو فيريتاس مما يعني أن الطبيعة سوف تعطي الحقيقة) وذلك ليس عن طريق الجدل أو المنطق. ولإثبات خطأ أرسطو، قدم غاليلي فكرة رائعة لإظهار سقوط الأجسام حيث قام بمقارنة سقوط جسم واحد من هذه الأجسام مع سقوط الأجسام الأخرى. ووفقا لأرسطو، فإن الجسم الثقيل والجسم الخفيف المرفق به سيسقط الجسم الثقيل أولا. ومع ذلك، ووفقا لقانون أرسطو، فإن الجسم الثقيل لن يسقط بشكل عادي لأن هذا الجسم الخفيف سيعيقه مثل المظلة. وبالتالي فإن الجسم الثقيل سوف يسقط بسرعة أقل من لو كان وحده.
بدأ غاليلي العمل على نظرية سقوط الأجسام سنة 1597، عندما بلغ من العمر 33 سنة ولإثبات نظريته. تقول الأسطورة أنه ألقى أجسام خفيفة من أعلى برج بيزا لمقارنة سرعاتها. لسوء الحظ، هذه مجرد قصة اخترعت. في الواقع، كان لديه فكرة وهي رمي الأجسام من الأعلى للمرة الأولى في كنيسة ببادوا، في شمال إيطاليا. ولكن، من الصعب قياس سرعة الجسم في لحظة معينة. وفي النهاية يكون الجسمين قد توقفا، وقال انه يقوم بتجربتة الأولى على مستوى مائل. لقياس الوقت، فإنه يستخدم كليبسيدرز. كما أنه يستخدم أجراس وإشعارات بأن تواتر الأصوات يتسارع. يخبره حدسه أن مقاومة الهواء تتدخل في سقوط الأجسام. وكان يظن غاليلي أن شكل الأجسام له تأثير على سرعة سقوطها، على عكس الكتلة. وبدأ بإسقاط جسمين من نفس الوزن ولكن حجمهما مختلف، وكرات مختلفة (على سبيل المثال كرات من الرصاص وأخرى من الفلين). وكان لديه انطباع بأن كل الكرات ستقع في نفس الوقت. حيث يجعل مربع للسقوط ويظن أن سقوط كرتين اثنين متاطبق، ولكنه يحصل على نفس النتيجة. وهكذا استنتج نظرية سقوط الأجسام وهي أن سرعة الجسم لا تتعلق بكتلته.

## مجال جاذبية قانون التربيع العكسي
عند الارتفاع كثيرا عن الأرض تتناقص قيمة الجاذبية تدريجيا وبتناسب عكسي مع مقدار البعد عن مركز الجذب وفقا لقوانين الجذب العام. إذا افترضنا كتلتين تفصلهما في الفراغ تنجذبان نحو بعضهما شعاعيا (مع انعدام الحركة المدارية أو كمية التحرك الزاوي) بدلا من اتخاذ مدار يخضع لقوانين كبلر لإنه يمكن تطبيق حالة خاصة من قوانين كبلر للمدارات البيضوية عندما يكون مقدار الاختلاف المركزي e =  1 . هذا يسمح بحساب زمن السقوط الحر لنقطتين على مسار شعاعي. يعطى الحل العام لمعادلة الحركة هذه بدلالة الزمن بالعلاقة:
{\displaystyle t(y)={\sqrt {\frac {{y_{0}}^{3}}{2\mu }}}\left({\sqrt {{\frac {y}{y_{0}}}\left(1-{\frac {y}{y_{0}}}\right)}}+\arccos {\sqrt {\frac {y}{y_{0}}}}\right)}
حيث
t الزمن بعد بدء السقوط
y المسافة الفاصلة بين مركزي الكتلتين
y0 قيمة  y الابتدائية
μ = G(m1  + m2) معامل الجذب العام.
بالتعويض عن y=0 نحصل على زمن السقوط الحر.
يعطى الفصل بدلالة الزمن من عكس المعادلة. يعطى معكوس المعادلة بمتسلسلة القوى:
{\displaystyle y(t)=\sum _{n=1}^{\infty }\left[\lim _{r\to 0}\left({\frac {x^{n}}{n!}}{\frac {\mathrm {d} ^{\,n-1}}{\mathrm {d} r^{\,n-1}}}\left[r^{n}\left({\frac {3}{2}}(\arcsin({\sqrt {r}})-{\sqrt {r-r^{2}}})\right)^{-{\frac {2}{3}}n}\right]\right)\right]}
وبحساب هذا نحصل على:
{\displaystyle y(t)=y_{0}\left(x-{\frac {1}{5}}x^{2}-{\frac {3}{175}}x^{3}-{\frac {23}{7875}}x^{4}-{\frac {1894}{3931875}}x^{5}-{\frac {3293}{21896875}}x^{6}-{\frac {2418092}{62077640625}}x^{7}-\cdots \right)\ |_{\ x=\left[{\frac {3}{2}}\left({\frac {\pi }{2}}-t{\sqrt {\frac {2\mu }{{y_{0}}^{3}}}}\right)\right]^{2/3}}}
بأخذ المعاملات الأولى من كثيرة الحدود يمكن تقريب الحل بالصورة:
{\displaystyle y(t)\approx y_{0}x=y_{0}\left[{\frac {3}{2}}\left({\frac {\pi }{2}}-t{\sqrt {\frac {2\mu }{{y_{0}}^{3}}}}\right)\right]^{2/3}}
الحالة الخاصة عندما يتلاقى مركزي الكتلتين أي عند y(t)=0 تصبح المعادلة التقريبية أسهل بالصورة:
{\displaystyle {\frac {\pi }{2}}-t{\sqrt {\frac {2\mu }{{y_{0}}^{3}}}}\approx 0}
ويكون حلها التقريبي العام هو:
{\displaystyle t\approx {\frac {\pi }{2}}{\sqrt {\frac {{y_{0}}^{3}}{2\mu }}}}
وبالتعويض عن معامل الجذب العام، {\displaystyle \mu =G(m_{1}+m_{2})\,}، كذلك y0 بالمسافة الأولية الفاصلة بين الجسمين R تصبح العلاقة بالصورة:
{\displaystyle t\approx {\frac {\pi }{2}}{\sqrt {\frac {R^{3}}{2G(m_{1}+m_{2})}}}}